# Pont de San Martín

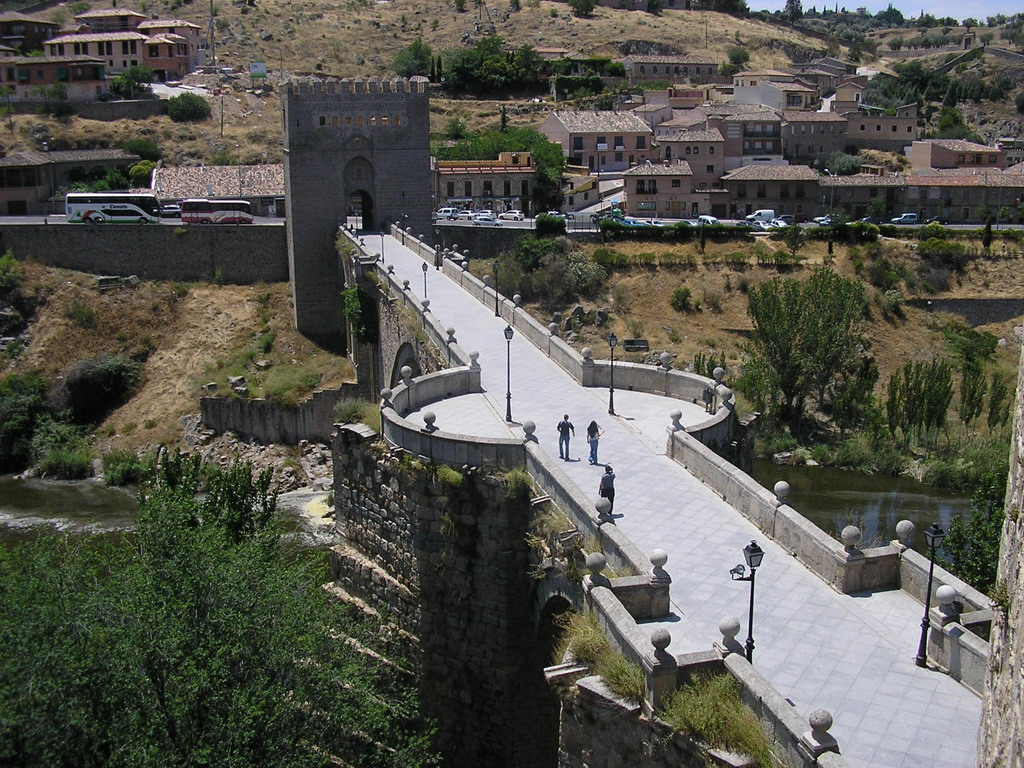
Puente de San Martín à Tolède

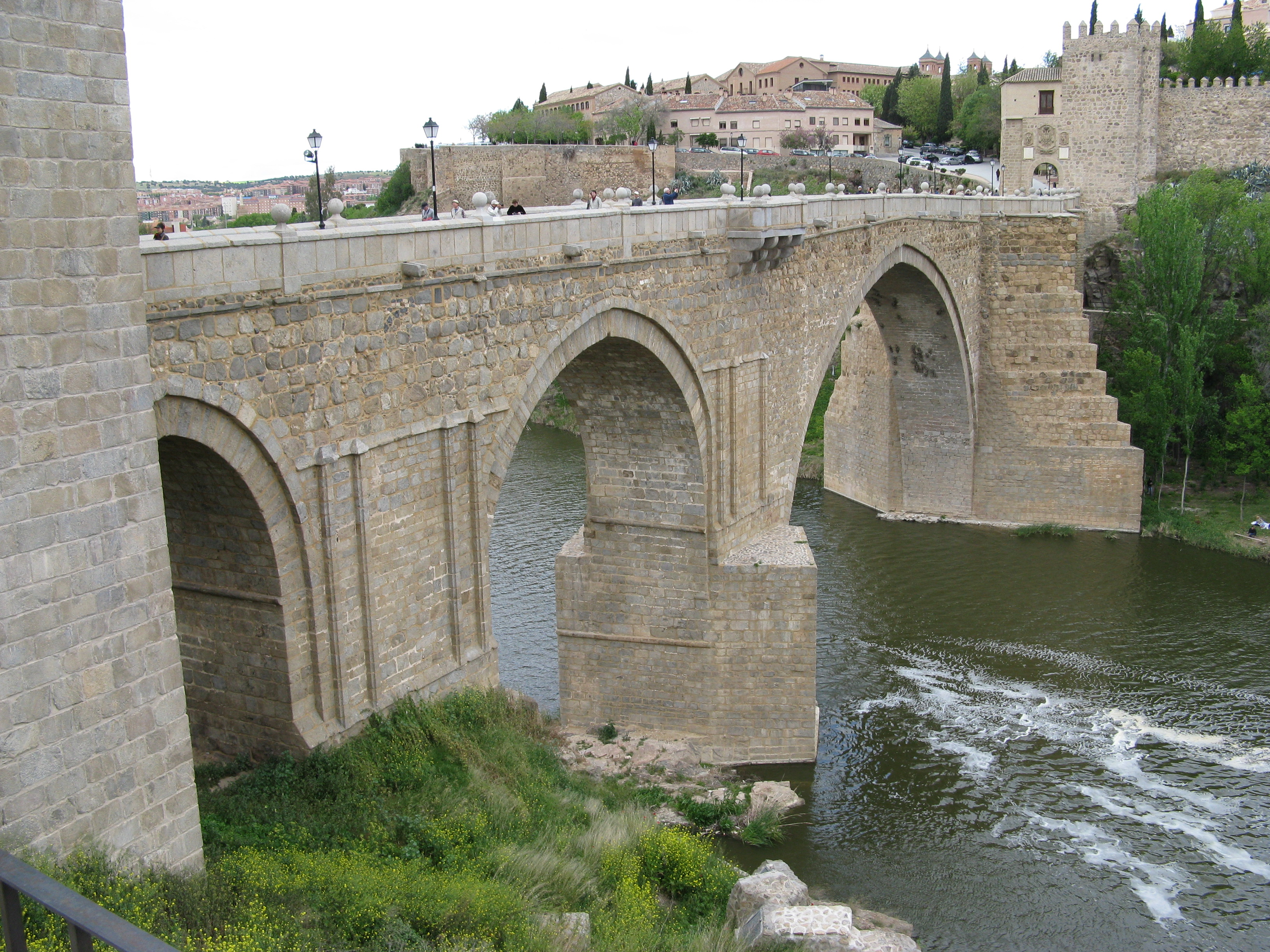
Vue du Pont

Le Pont de San Martín (en espagnol Puente de San Martin) est un pont médiéval enjambant le Tage à Tolède (Espagne). Le pont a été construit à la fin du XIVe siècle par l'archevêque Pedro Tenorio comme entrée ouest de Tolède et servait de complément à l'ancien Pont d'Alcántara oriental. Les deux côtés du pont étaient fortement fortifiés avec des tours, dont la plus récente date du XVIe siècle.
Le pont enjambe le Tage en cinq arches, la plus grande au milieu ayant une portée impressionnante de 40 m  . Très peu de ponts en arc dans le monde avaient alors atteint ce niveau.

## Liens web
- s0004103 sur Structurae.
- Puente de San Martín sur Brueckenweb.de
- Puente de San Martín